# Keskastel
Keskastel je občina v departmaju Bas-Rhin francoske regije Alzacija.
Leta 2010 je v občini živelo 1.582 oseb oz. 84 oseb/km².